# Raffaello (confiserie)
Pour les articles homonymes, voir Raffaello.
Raffaello est une marque italienne de confiserie fabriquée par le groupe Ferrero depuis 1990. Cette confiserie est constituée d'une amande, d'une crème au lait et d'une gaufrette, le tout recouvert de noix de coco.

## Histoire
Raffaello est commercialisé pour la première fois en 1990 en Italie, et à partir de 1998 en France.
Les usines Ferrero qui fabriquent Raffaello sont à Vladimir, en Russie ; à Brantford, au Canada ; et à Arlon, en Belgique. La Russie est le plus grand marché de Ferrero pour Raffaello.
En 2008, la société belge Soremartec (qui fait partie du groupe Ferrero) a intenté une action en justice contre Landrin, une société ukrainienne qui a commencé à produire en 2007 un bonbon similaire à Raffaello, appelé Waferatto. Soremartec a déposé une plainte au motif que Landrin avait violé la marque de Soremartec protégeant l'apparence des bonbons Raffaello. Après une longue bataille judiciaire, la Haute Cour de Commerce d'Ukraine s'est prononcée en faveur de Landrin, annulant la validité de la marque Soremartec,.
En 2017, un tribunal de Francfort, en Allemagne, a statué que Ferrero devrait indiquer le nombre de bonbons Raffaello dans chaque paquet vendu, plutôt que de simplement indiquer le poids.

## Liens
- (it) Site officiel